# Alice Brady
Alice Brady (Nova York, 2 de novembre de 1892 - Nova York, 28 d'octubre de 1939) va ser una actriu americana que va començar la seva carrera en l'era del cinema mut i va sobreviure a la transició al cinema sonor. Va treballar fins a sis mesos abans de la seva mort d'un càncer el 1939. Se la recorda com la mare frívola de Carole Lombard a My Man Godfrey, estrenada el 1936.

## Carrera
Brady va néixer a la Ciutat de Nova York com Mary Rose Brady, i de petita ja volia ser actriu. El seu pare, William A. Brady, era un productor teatral important, i la seva mare era Rose Marie Rene que va morir el 1896 quan Alice tenia quatre anys. La primera actuació d'Alice en un escenari va ser quan tenia 14 anys i aconseguia una feina a Broadway el 1911 a 18 anys, en un xou patrocinat pel seu pare.
Continuava actuant allà (sovint en shows produïts pel seu pare) durant els següents 22 anys. El 1931 va aparèixer en l'estrena d'Eugene O'Neill, Mourning Becomes Electra. La seva madrastra va ser l'estrella de Broadway Grace George (1879-1961) amb qui que el seu pare es va casar quan Alice era una nena. El seu germanastre era William A. Brady Jr, el fill del seu pare i Grace George.
El pare de Brady va passar a la producció de cinema amb la World Film Company, i Brady aviat el seguia, fent la seva primera aparició al cinema mut a As Ye Sow el 1914. Va aparèixer a 53 pel·lícules en els següents 10 anys, sempre a Nova York on se situava aleshores la indústria del cinema.
El 1923, deixava el cinema per concentrar-se en el teatre, i no va aparèixer a la pantalla una altra vegada fins a 1933, quan es va traslladar a Hollywood i When Ladies Meet de la MGM  va ser la seva primera pel·lícula sonora. Des de llavors va treballar freqüentment fins a la seva mort, fent 25 pel·lícules més en set anys. La seva última pel·lícula va ser Young Mr. Lincoln (1939).

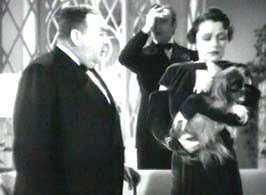
Eugene Pallette, Mischa Auer i Alice Brady
a My Man Godfrey

Brady va estar casada amb l'actor James Crane de 1919 a 1922, quan es divorciaren. Van coprotagonitzar tres pel·lícules mudes junts His Bridal Night (1919), Sinners (1920) and A Dark Lantern (1920). Van tenir un fill, Donald. Alice Brady va morir d'un càncer el 28 d'octubre de 1939, cinc dies abans del seu 47è aniversari.

## Premis
Per al seu retrat de Mrs. Molly O'Leary el 1937 a In Old Chicago, Brady va guanyar l'Oscar a la millor actriu secundària. Se l'havia nominat pel mateix premi l'any abans, pel seu treball a My Man Godfrey.
En el sopar de presentació de l'Oscar, l'estatueta de Brady va ser robada per un home que deia venir a acceptar el premi en nom d'una actriu absent. Mai no es va recuperar. Abans que l'Acadèmia pogués enviar-li una altra estatueta, Brady va morir.

## Filmografia seleccionada
Inclou una mostra de les seves més de 80 pel·lícules:
- As Ye Sow (1914)
- The Boss (1915)
- Miss Petticoats (1916)
- The Gilded Cage (1916)
- Tangled Fates (1916)
- The Ballet Girl (1916)
- A Hungry Heart (1917)
- Betsy Ross (1917)
- When Ladies Meet (1933)
- Beauty for Sale (1933)
- L'alegre divorciada (The Gay Divorcee) (1934)
- Miss Fane's Baby Is Stolen (1934)
- Gold Diggers of 1935 (1935)
- Let 'Em Have It (1935)
- Three Smart Girls (1936)
- Go West, Young Man (1936)
- My Man Godfrey (1936)
- One Hundred Men and a Girl (1937)
- In Old Chicago (1937)
- El plaer de viure (1938)
- Zenobia (1939)
- Young Mr. Lincoln (1939)

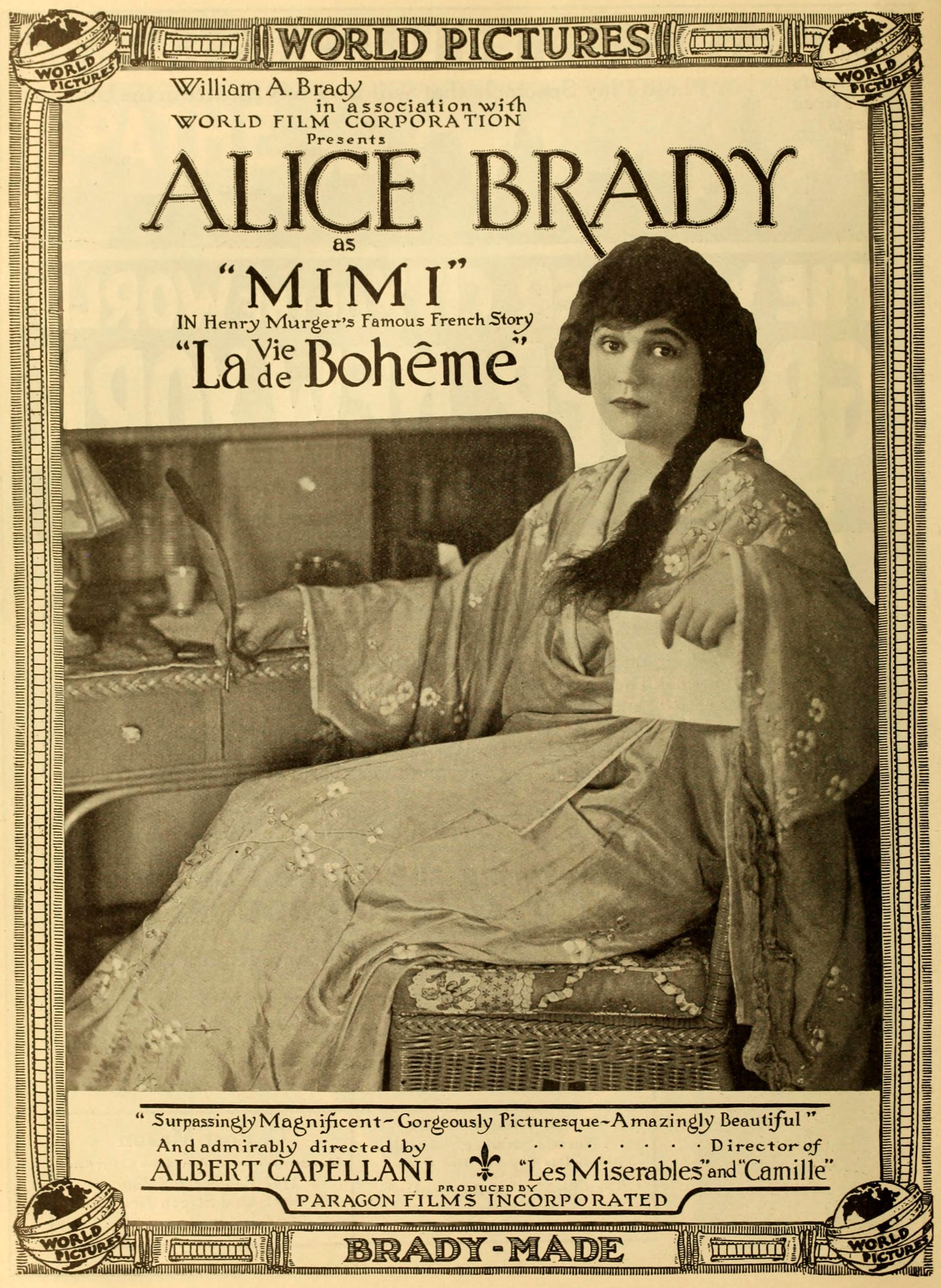
La Vie de Bohême, 1916
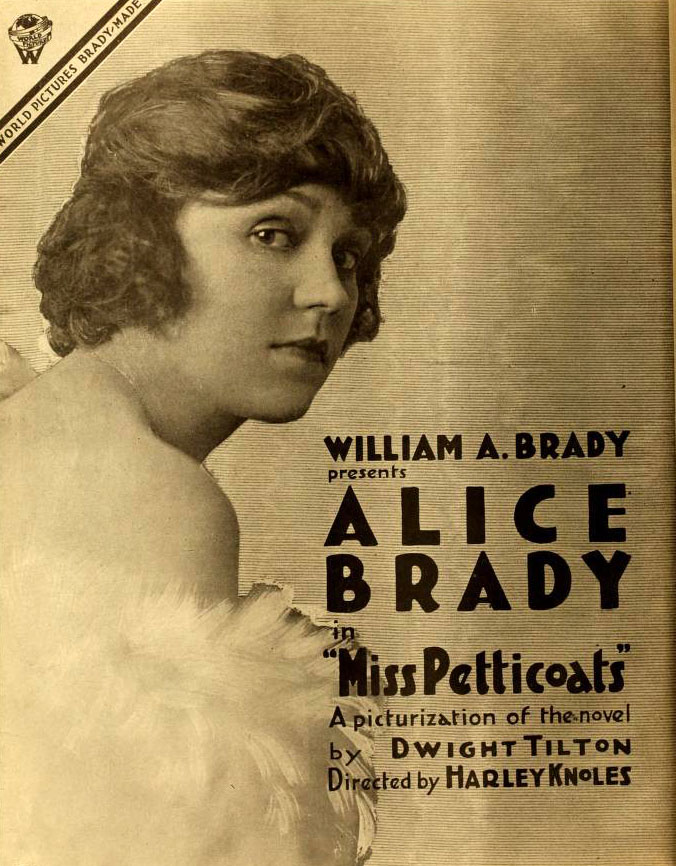
Miss Petticoats, 1916
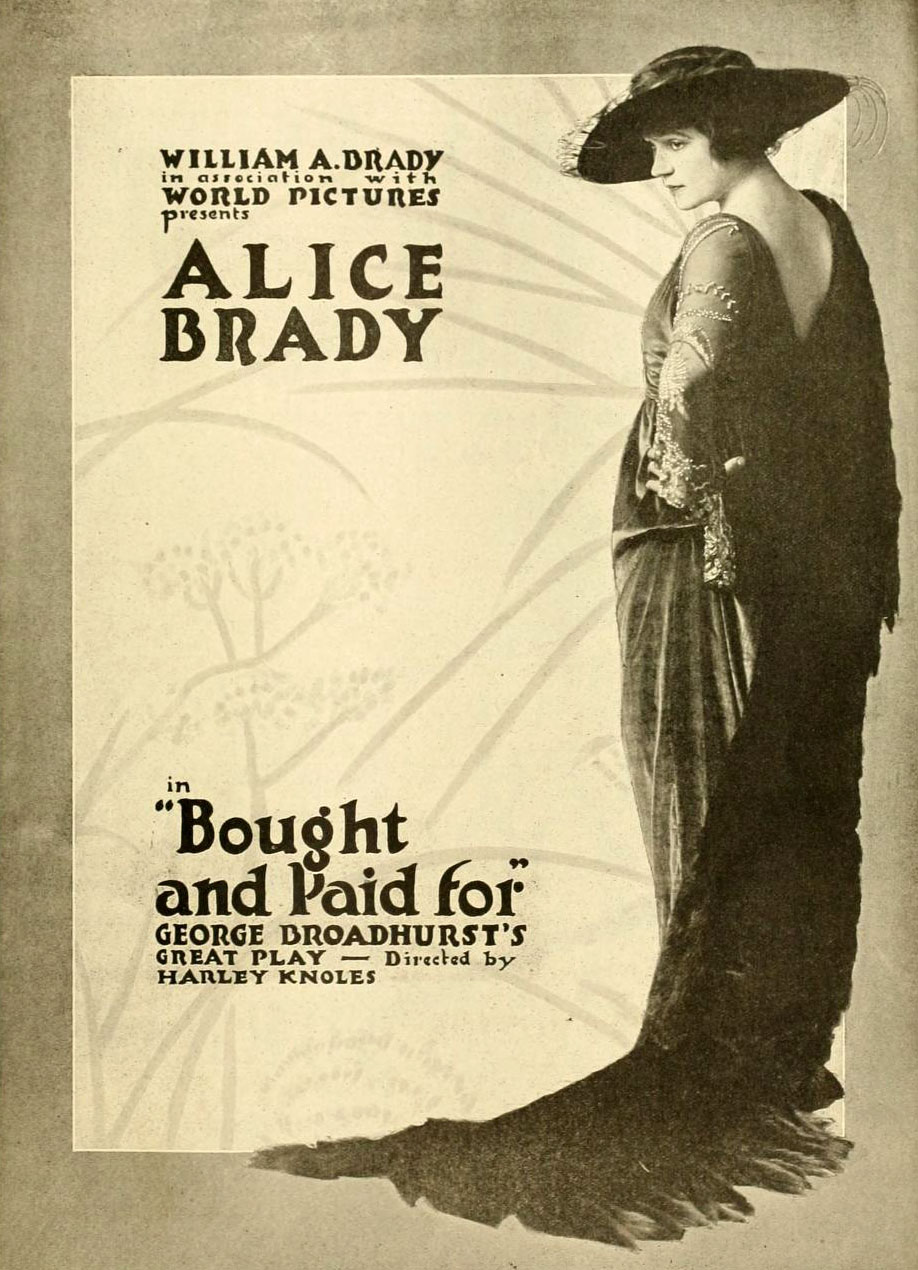
Bought and Paid For, 1916
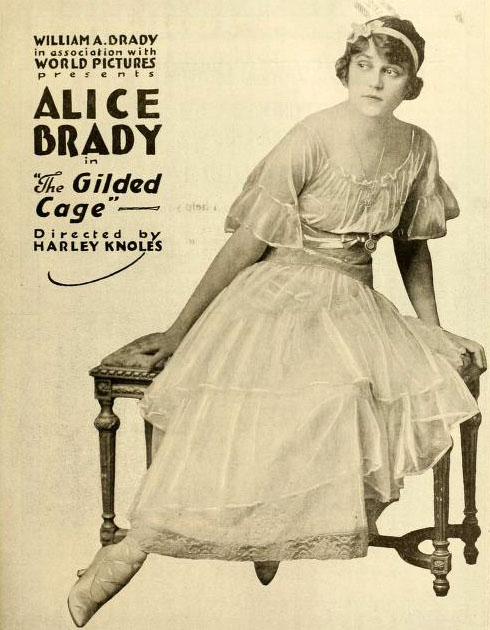
The Gilded Cage, 1916
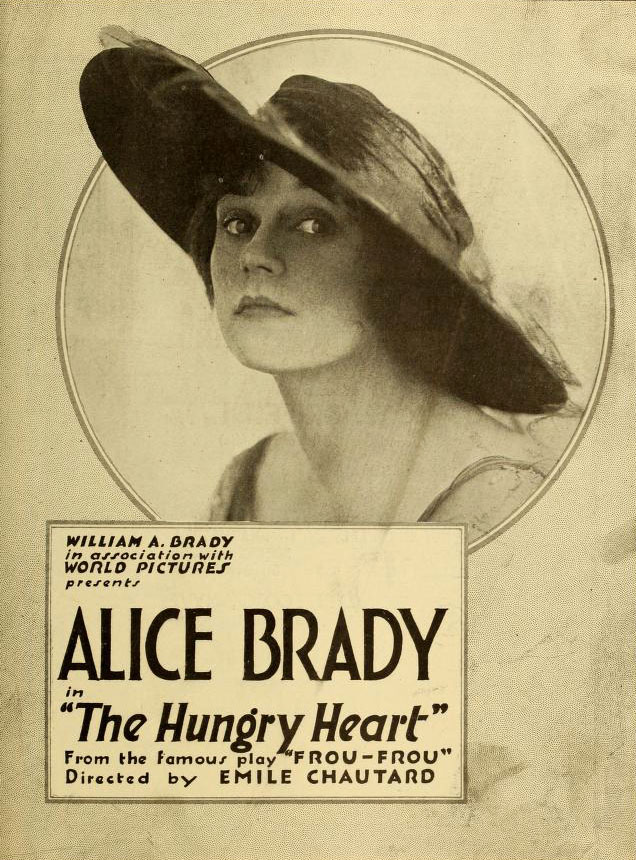
The Hungry Heart, 1917
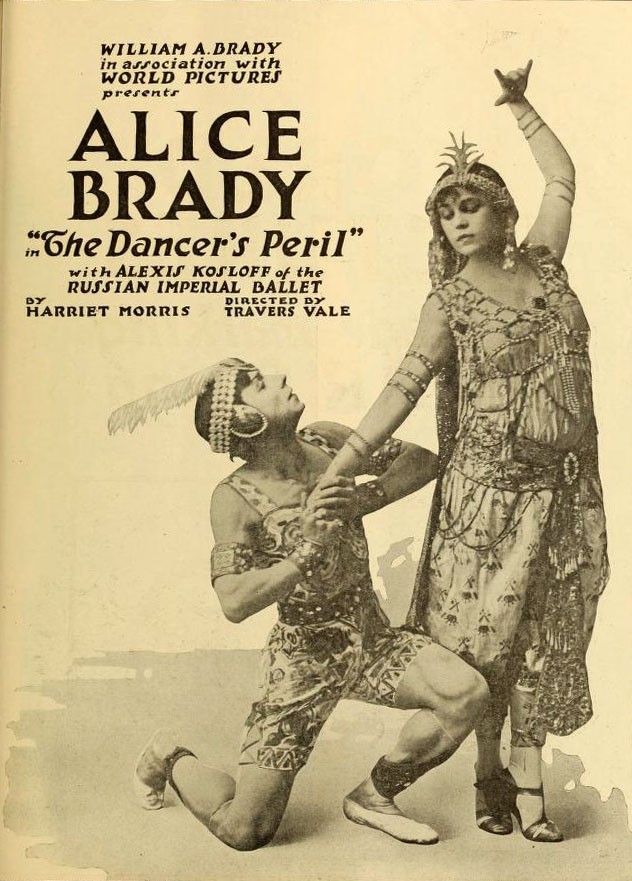
The Dancer's Peril, 1917
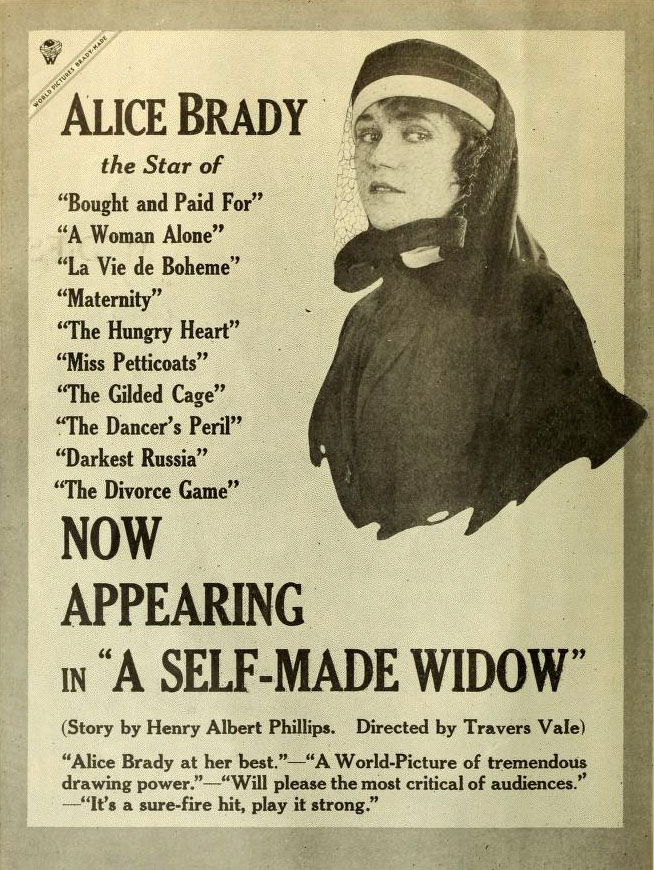
A Self-Made Widow, 1917
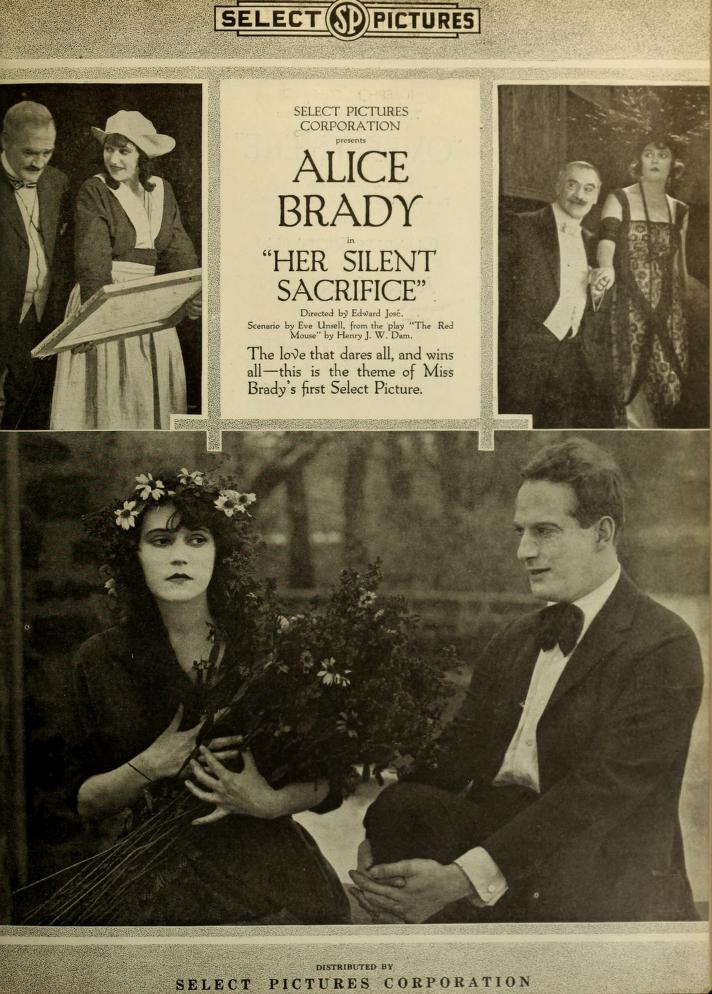
Her Silent Sacrifice, 1917
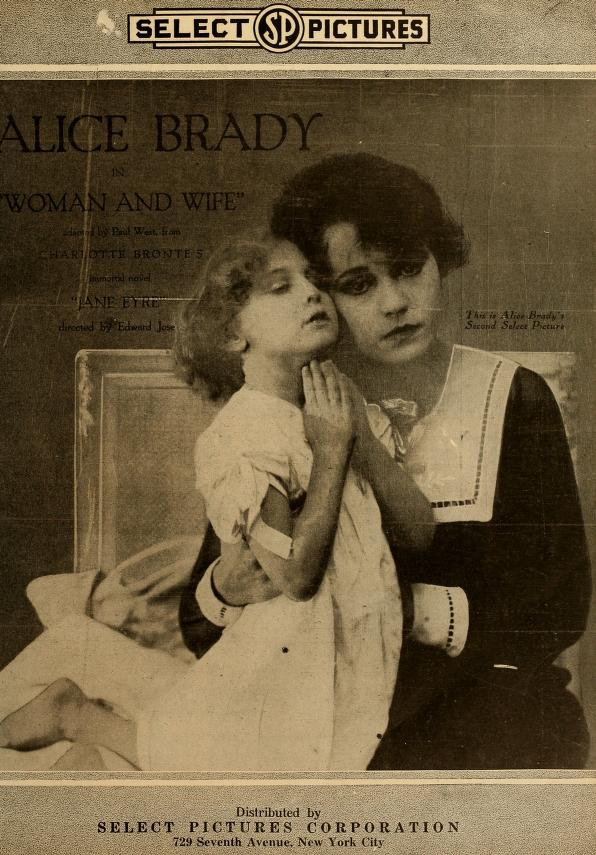
Woman and Wife, 1918
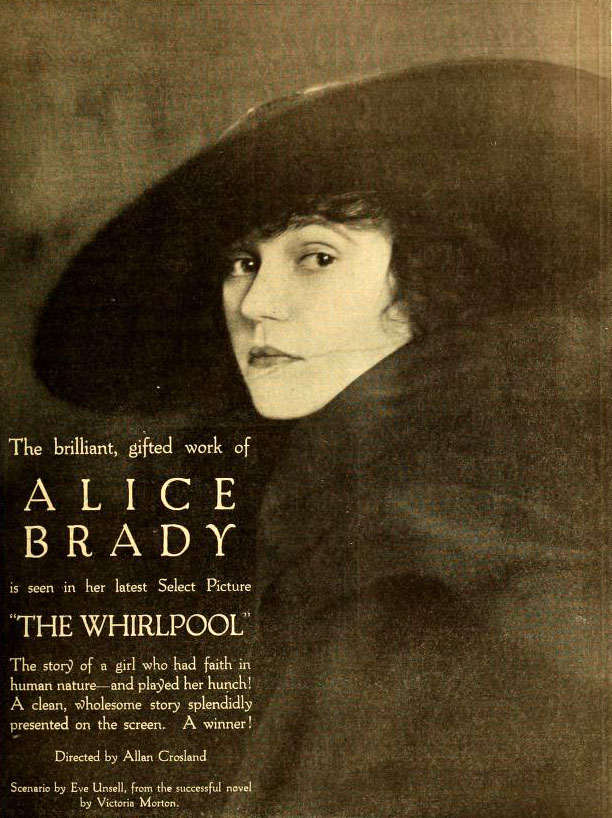
The Whirlpool, 1919
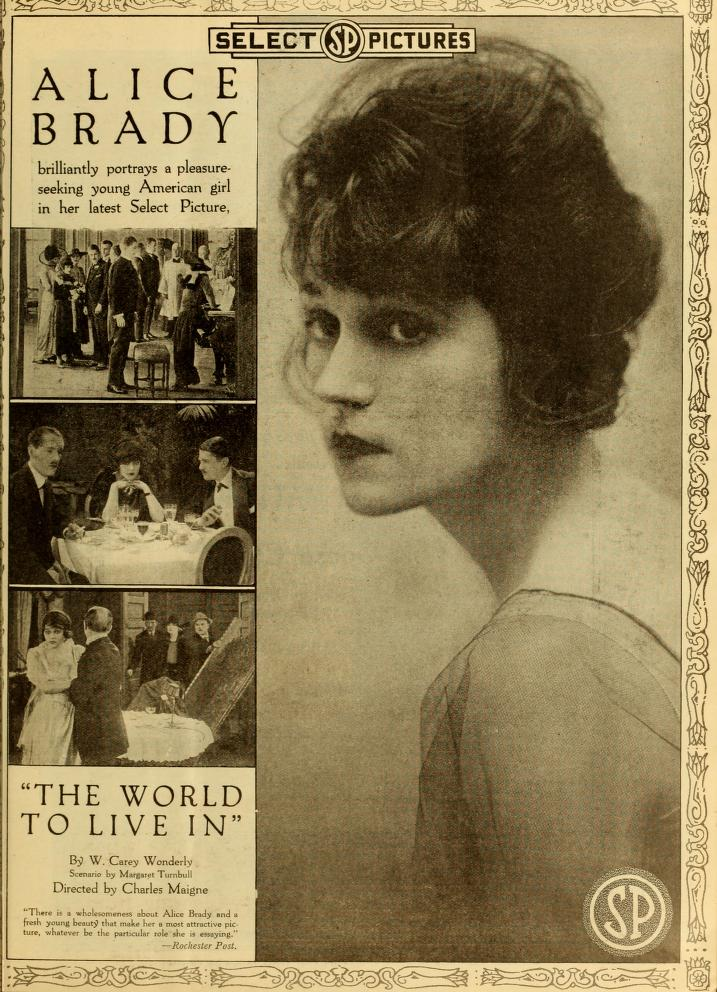
The World To Live In, 1919